# إيريك شميت
إيريك شميت Eric Schmidt (ولد سنة 1955) هو رئيس شركة جوجل والمديرالتنفيذي السابق لها وعضو سابق في مجلس إدارة شركة أبل ، وهو من أشهر الشخصيات في الشركة إذ يعتبر وجه شركة جوجل في مختلف المحافل، شميت يقوم بإلقاء عدة ندوات في الولايات المتحدة وأحيانا خارجها وفي الغالب تكون عن مستقبل الإنترنت ومستقبل جوجل.

## النشأة
ولد إيريك في واشنطن دي سي، وبعد تخرجه من مدرسة يوركتاون الثانوية  ألتحق بجامعة برنستون حيث حصل على بكالريوس الهندسة عام 1976 ، وبعدها حصل على الماجستير في من جامعة كاليفورنيا، بيركلي لتصميم وتنفيذ شبكة لربط الحواسيب في حرم جامعة بيركلي  وحصل على الدكتوراة في الهندسة الكهربائية وعلوم الحاسب الآلي وكانت أطروحته حول مشاكل إدارة تطوير البرمجيات الموزعة وأدوات حل هذه المشاكل

## العمل في جوجل
التحق إيريك شميت بشركة جوجل للعمل في منصب المدير التنفيذي للشركة في عام 2001، واستمر في منصبه لمدة 10 سنوات حتى 2011، وبعدها ترك منصب المدير التنفيذي للشركة ليحل بدلا منه لاري بيج أحد مؤسسي جوجل ويشغل هو منصب رئيس مجلس إدارة الشركة التنفيذي، وفي 21 ديسمبر عام 2017 أعلن تنحيه رسميا عن هذا المنصب على أن يبقى في الشركة مستشارا لمجلس الإدارة.

## العمل في أبل
انتخب شميت كعضو في مجلس إدارة شركة أبل في 28 أغسطس 2006. وبعدها بثلاث سنوات في يوم 3 أغسطس 2009 استقال شميت من منصبه كعضو مجلس الإدارة في آبل بسبب تضارب المصالح وتزايد المنافسة بين جوجل وأبل 

## روابط خارجية
- إيريك شميت على موقع IMDb (الإنجليزية)
- إيريك شميت على موقع الموسوعة البريطانية (الإنجليزية)
- إيريك شميت على موقع مونزينجر (الألمانية)
- إيريك شميت على موقع ميوزك برينز (الإنجليزية)
- إيريك شميت على موقع إن إن دي بي (الإنجليزية)
- إيريك شميت على موقع قاعدة بيانات الفيلم (الإنجليزية)